# Asociación de Amigos del Museo Nacional Ferroviario

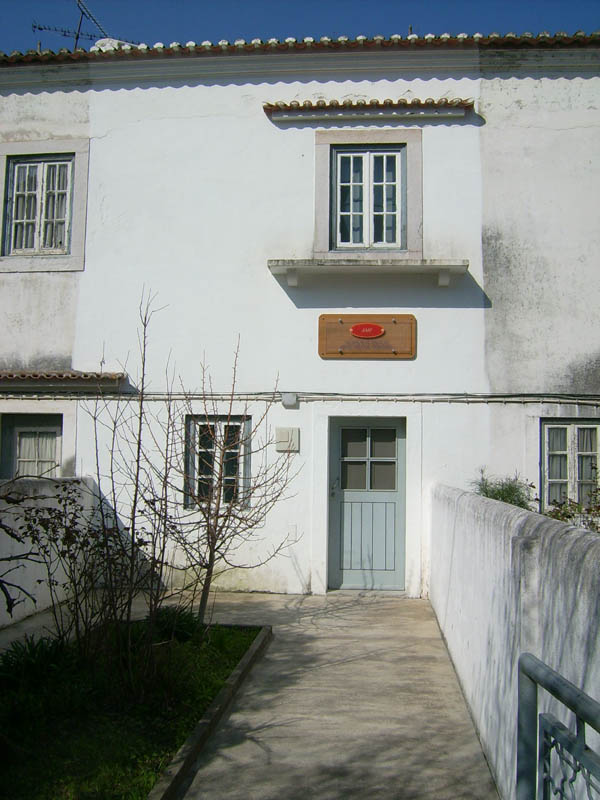
Sede de la AMF

La Associação de Amigos do Museu Nacional Ferroviário (AMF, Asociación de Amigos del Museo Nacional Ferroviarrio) fue fundada el 27 de octubre de 2001 teniendo como objetivos primordiales la defensa y promoción del Museo Nacional Ferroviario, investigación y recogida de elementos históricos ligados al ferrocarril, divulgación y publicación de documentación relativa a la museología ferroviaria, divulgación y comunicación de efemérides, elaboración de una publicación periódica sobre la actividad del Museo Nacional Ferroviario y temática ferroviaria.
La presentación pública de la Asociación tuvo lugar en la ciudad de Entroncamento el 24 de noviembre de 2001, la escritura definitiva fue firmada el 10 de enero de 2002 y la publicación en el Diário de la República el 19 de marzo de 2002.
La AMF es una Asociada de la Federación de Amigos de los Museos de Portugal.

## Sede de la AMF
La Sede de la AMF está implantada en un interesante barrio ferroviario junto a la estación de Entroncamento. Fue cedida por la empresa REFER, con la cual tiene un contrato de concesión y fue inaugurada oficialmente el 11 de junio de 2005, después de llevarse a cabo importantes obras.

## Publicaciones periódicas
- El Foguete
- Composición Correo (Boletín informativo interno)

## Exposiciones realizadas
- Entroncamento y su Historia Ferroviária - 23 de noviembre al 1 de  diciembre de 2002 - Centro Cultural de Entroncamento
- El ferrocarril en el mundo - 15 al 24 de noviembre de 2003 - Centro Cultural de Entroncamento
- Museos Ferroviario en el Mundo - 17 al 24 de noviembre de 2004 - Centro Cultural de Entroncamento
- Las Infraestructuras ferroviarias - 27 de mayo al 11 de junio de 2005 - Centro Cultural de Entroncamento
- Un vistazo a nuestras estaciones (fotografía) - 10 al 18 de diciembre de 2005 - Centro Cultural de Entroncamento
- Tracción Ferroviaria en Portugal - 150 Años de Evolución - 14 de octubre al 1 de noviembre de 2006 - Centro Cultural de Entroncamento[6]
- Bonos Ferroviarios - 5 al 21 de noviembre de 2010 - Centro Cultural de Entroncamento[7]